# مدغار ويلي إيفرز
مدغار ويلي إيفرز (بالإنجليزية: Medgar Evers) (2 يوليو/ تموز، 1925- يونيو/ حزيران 1963) ناشط أمريكي في الحقوق المدنية في ميسيسيبي، وسكرتير ميداني للولاية في الجمعية الوطنية للنهوض بالملونين NAACP، وأحد المحاربين القدامى في الحرب العالمية الثانية الذين خدموا في جيش الولايات المتحدة. عَمِل على إسقاط الفصل العنصري في جامعة ميسيسيبي، ووضع حد للفصل العنصري في المرافق العامة، وتوسيع الفرص أمام الأمريكيين الأفارقة، بما في ذلك تطبيق حقوق التصويت.
بعد تخرّجه من الجامعة، أصبح إيفرز ناشطاً في حركة الحقوق المدنية في الخمسينيات، في أعقاب الحكم الصادر عام 1954 عن المحكمة العليا للولايات المتحدة في قضية براون ضد مجلس التعليم بأن المدارس الحكومية المنفصلة غير دستورية، تحدّى إيفرز الفصل العنصري في جامعة ميسيسيبي الحكومية المدعومة من الدولة بالتقدم إلى كلية الحقوق فيها. كما أنه عمل من أجل حقوق التصويت والفرص الاقتصادية والوصول إلى المرافق العامة وتغييرات أخرى في مجتمع الفصل العنصري. مُنِح إيفرز جائزة NAACP Spingarn لعام 1963.
اغتيل إيفرز في العام 1963 من قبل بايرن دو لا بيكويث، عضو في مجلس المواطنين البيض. تم تأسيس هذه المجموعة في ميسيسيبي في العام 1954 للعمل ضد دمج المدارس ونشاطات الحقوق المدنية. وكواحد من المحاربين القدامى، دُفن إيفرز بالمراسم العسكرية الكاملة في مقبرة آرلينغتون الوطنية. ألهم مقتله والمحاكمات الناتجة عنه حدوث احتجاجات الحقوق المدنية، وألهمت حياته وأعماله الكثير من الأعمال الفنية والموسيقية والأفلام. فشلت كل هيئات التحكيم المؤلفة من البيض فقط في الوصول إلى حكم في أول جلستين لمحاكمة بيكويث في الستينيات. تمت إدانته في عام 1994 في محكمة دولة جديدة بناءً على أدلّة جديدة.
أصبحت أرملة مدغار، ميرلي إيفرز، ناشطة بارزة بحد ذاتها، تشغل منصب الرئيس الوطني لـ NAACP. كان أخوه تشارلز إيفرز أول أمريكي أفريقي يتم انتخابه كعمدة لمدينة ميسيسيبي في فترة ما بعد إعادة الإعمار، فاز بمنصب عمدة فاييتي في العام 1969.

## النشأة
وُلد إيفرز في 2 يوليو/ تموز في عام 1925، في ديكاتور، ميسيسيبي، الولد الثالث بين خمسة أولاد (بمن فيهم أخوه الأكبر تشارلز إيفرز) لوالديهما جيسي (رايت) وجيمس إيفرز. تضمنت العائلة أولاد جيسي الاثنين من زواج سابق.
كانت عائلة إيفرز تمتلك مزرعة صغيرة، وعمل جيمس أيضاً في منشرة. كان يمشي إيفرز وإخوته 12 ميلاً للوصول إلى مدارس منفصلة، حصل مدغار في النهاية على شهادة الدراسة الثانوية. خدم إيفرز في جيش الولايات المتحدة في الحرب العالمية الثانية من عام 1943 حتى عام 1945. تم إرساله إلى المدرج الأوروبي حيث حارب في معركة نورماندي في يونيو/ تموز عام 1944. بعد نهاية الحرب، تسرح إيفرز برتبة رقيب.
في عام 1948، التحق إيفرز في جامعة آلكورن الميكانيكية الزراعية (جامعة مخصصة تاريخياً للسود، حالياً جامعة ولاية آلكون)، وتخصص في إدارة الأعمال. نافس في المناظرات، وكرة القدم وفرق المضمار وغنى في الجوقة وكان رئيساً لصف الناشئين. حصل على شهادته في الفنون في العام 1952.
في 24 ديسمبر/كانون الأول، من العام 1951، تزوج زميلته ميرلي بيسلي. رُزقا بثلاثة أطفال: داريل كينياتا ورينا دينيس وجيمس فان ديك.

## النشاط
انتقل الزوجان إلى ماوند بايو، ميسيسيبي، وهي بلدة وسّعها الأمريكيون من أصل أفريقي حيث أصبح إيفرز يعمل بائعاً لشركة T. R. M. Howard's Magnolia التبادلية للتأمين على الحياة. كان إيفرز أيضاً رئيساً للمجلس الإقليمي لقيادة الزنوج (RCNL)، الذي بدأ بتنظيم نشاطات من أجل الحقوق المدنية، ساعد إيفرز في تنظيم مقاطعة RCNL لمحطات البنزين التي منعت السود من استخدام دورات المياه في المحطات. حضر كل من إيفرز وأخوه تشارلز المؤتمرات السنوية لـ RCNL في ماوند بايو بين عامي 1952 و1954، والتي جذبت حشوداً من عشرة آلاف شخص وأكثر.
في عام 1954، في أعقاب قرار المحكمة العليا في الولايات المتحدة بأن المدارس الحكومية المنفصلة غير دستورية، تقدّم إيفرز بطلب للالتحاق بكلية الحقوق في جامعة ميسيسيبي الحكومية، لكن رُفض طلبه بسبب عرقه. قدّم طلبه كجزء من حالة اختبار لـ NAACP. في 24 نوفمبر/ تشرين الثاني من عام 1954، عُيّن إيفرز كأول سكرتير ميداني لـ NAACP لولاية ميسيسيبي. ساعد من منصبه في تنظيم المقاطعة وتأسيس منظمات محلية جديدة لـ NAACP. شارك جيمس ميريديث في الجهود من أجل الالتحاق بجامعة ميسيسيبي في بداية الستينيات.
شجع إيفرز أيضاً الدكتور غيلبرت ميسون الأب في تنظيم بحوث بيلوكسي من العام 1959 حتى العام 1963، شارك بالاحتجاجات ضد عزل شواطئ المدينة العامة على ساحل خليج ميسيسيبي. قام إيفرز بإجراءات لدمج الحافلات الخاصة بجاكسون وحاول أن يدمج الحدائق العامة. قاد حملات تسجيل الناخبين، واستخدم المقاطعات لدمج مدارس مقاطعة ليك مع معرض ولاية ميسيسيبي.
جعلت إدارة إيفرز للحقوق المدنية بالإضافة إلى أعماله الاستقصائية منه هدفاً للمؤمنين بتفوق العرق الأبيض. في أعقاب الحكم في قضية براون ضد مجلس التعليم، أسّس ذوي البشرة البيضاء المحليون مجلساً للمواطنين البيض في ميسيسيبي، وأُنشئت عدة منظمات محلية أيضاً للعمل ضد دمج المدارس والمرافق العامة. في الأسابيع السابقة لمقتل إيفرز، واجه عدة مستويات من الأعمال العدوانية. تحقيقاته العلنية عن الإعدام من غير محاكمة الذي تعرض له المراهق إيميت تيل في ميسيسيبي، ودعمه الصوتي لكلايد كينارد، جعلت منه قيادياً أسود بارزاً. في 28 مايو/أيار من عام 1963، تم إلقاء قنبلة مولتوفو كوكتيل (مولوتوف( في موقف سيارات منزله. في 7 يونيو من عام 1963 كاد إيفرز أن يتعرض للدهس من سيارة بعد خروجه من مكتب NAACP في جاكسون، ميسيسيبي.

## الاغتيال

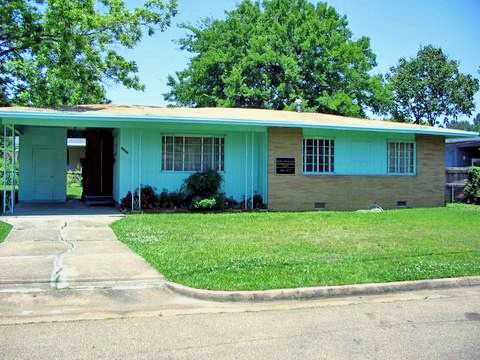
منزل إيفرز الواقع في 2332 شارع مارغريت ووكر ألكسندر، والذي أصبح الآن النصب التذكاري الوطني لمنزل ميدغار ومايرلي إيفرز، حيث تعرض ميدغار إيفرز لإطلاق نار قاتل أثناء خروجه من سيارته.[22

عاش مدغار مع تهديد دائم بالموت. كان هناك عدد كبير من السكان البيض المؤمنين بتفوق العرق الأبيض والكو كلوكس كلان (عدة منظمات تؤمن بتفوق البيض) موجودين في جاكسون وضواحيها. كان الخطر كبيراً حيث أنه قبل موته كانت زوجته ميرلي قد دربت أطفالها على ما يجب أن يفعلوه في حال تعرضوا لإطلاق نار، أو تفجير أو أي نوع من أنواع الهجوم على حياتهم.  وصل إيفرز -الذي كانت تتبعه إلى منزله بشكل دوري على الأقل سيارتا FBI وسيارة شرطة- إلى منزله في صباح يوم موته دون مرافقة. لم تكن أيّ من حمايته المعتادة حاضرة، لأسباب لم يتم تحديدها من قبل الـ FBI أو الشرطة المحلية. كانت هناك تكهنات أن العديد من أفراد قوات الشرطة في ذلك الوقت كانوا أعضاء في العصابة.
في الصباح الباكر من يوم الأربعاء، 12 يونيو/ تموز من عام 1963، بعد ساعات قليلة من خطاب الرئيس جون ف.كينيدي عن الحقوق المدنية، اتجه إيفرز في طريقه بعد عودته من اجتماع مع محامي NAACP. كانت عائلة إيفرز قلقة على سلامته في ذلك اليوم، وكان إيفرز قد حذر زوجته أنه يشعر بخطر أكثر من العادة. عندما وصل إلى المنزل، كانت عائلة إيفرز تنتظره وصاح أولاده لزوجته، ميرلي، أنه قد وصل. عند نزوله من سيارته حاملاً قمصان NAACP كُتب عليها «يجب أن يرحل جيم كرو»، أُصيب إيفرز برصاصة في الظهر أُطلقت من بندقية Enfield طراز 1917، وصلت الرصاصة إلى قلبه. وقع فوراً على الأرض من تأثير الرصاصة، ارتفع إيفرز وترنح إلى منزله 30 قدماً (10 متر) قبل أن يسقط أمام باب المنزل الأمامي.
كانت زوجته ميرلي أول من وجده. نُقل إلى المستشفى المحلي في جاكسون، حيث تم رفض إدخاله بسبب عرقه. أوضحت عائلته من يكون وتم قبوله، توفي في المستشفى بعد 50 دقيقة. كان إيفرز أول أفريقي أمريكي يسمح بدخوله إلى مستشفى للبيض في ميسيسيبي، وهو إنجاز مختلف للناشط المتوفى. حُزن عليه وطنياً، ودُفن إيفرز في 9 يونيو/ تموز في مقبرة آرلينغتون الوطنية، حيث تلقّى المراسم العسكرية كاملة أمام حشد مؤلف من أكثر من 3000 شخص.

## روابط خارجية
- مدغار ويلي إيفرز على موقع IMDb (الإنجليزية)
- مدغار ويلي إيفرز على موقع الموسوعة البريطانية (الإنجليزية)
- مدغار ويلي إيفرز على موقع إن إن دي بي (الإنجليزية)